# Conjectura de Casas-Alvero

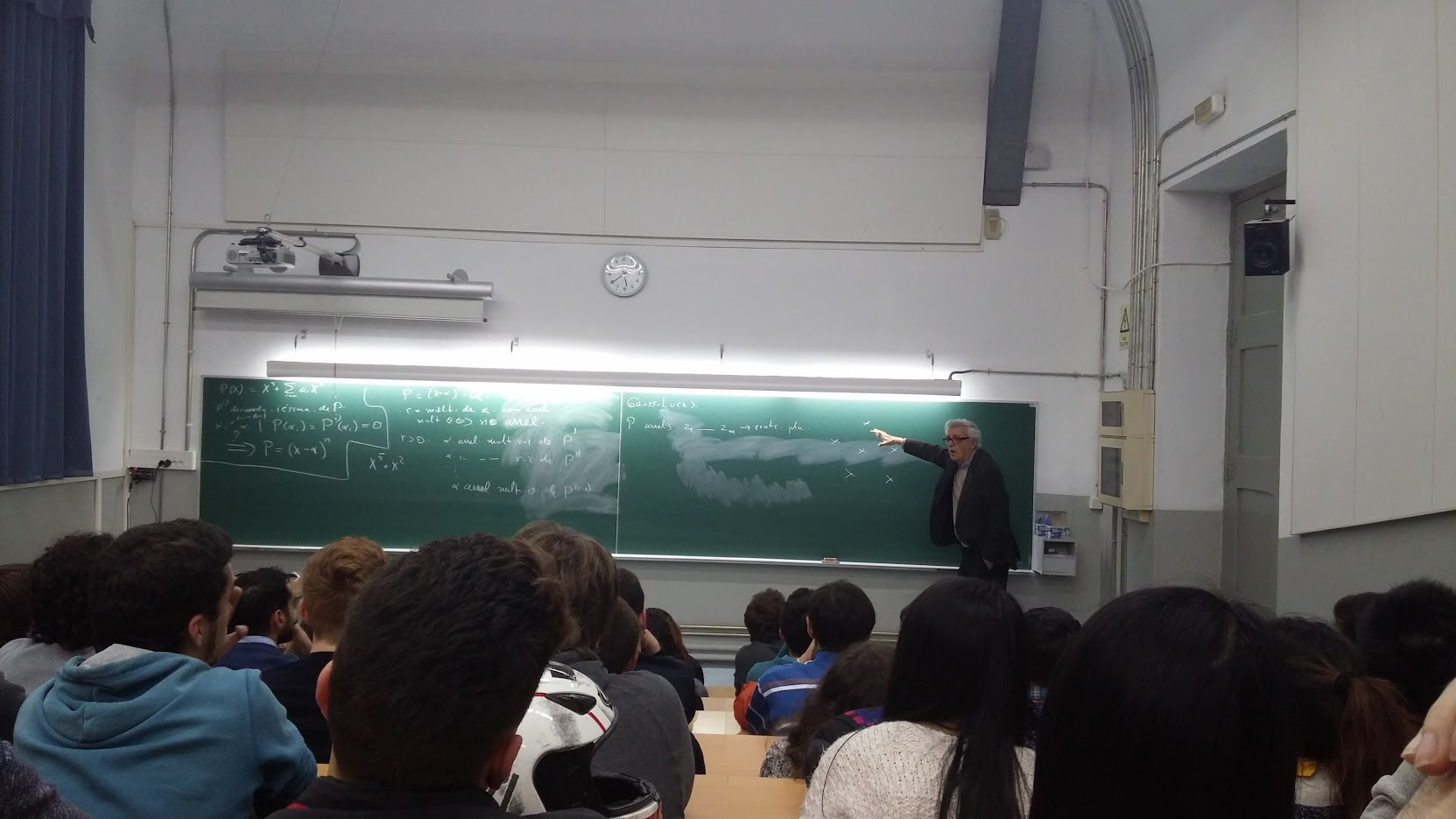
Eduard Casas-Alvero en una conferència sobre la conjectura que porta el seu nom.

En matemàtiques, la Conjectura de Casas-Alvero és una conjectura en el camp de l'àlgebra de polinomis. Pren el seu nom del matemàtic català Eduard Casas Alvero, que va necessitar fer-ne servir l'enunciat l'any 2001 mentre treballava amb corbes planes complexes. Va ser batejada pel matemàtic càntabre González Vega en un treball de 2006, on la demostrava per polinomis de grau baix.

## Enunciat
Sigui P un polinomi de grau n sobre un cos de característica zero. Si P té un factor en comú amb totes les seves derivades P(i), amb i < n, aleshores P ha de ser potència d'un factor lineal.

## Enunciat formal
Sigui {\displaystyle \mathbb {K} } un cos de característica 0 i sigui {\displaystyle P(X)\in \mathbb {K} [X]} un polinomi de grau {\displaystyle n\in \mathbb {N} } tal que
{\displaystyle \operatorname {gr} (\operatorname {mcd} (P,P^{(k)}))>0\qquad \forall k\in \{1,2,\dots ,n-1\}}
Aleshores {\displaystyle P} té una única arrel de multiplicitat {\displaystyle n}. Més precisament, existeixen {\displaystyle \lambda \in \mathbb {K} \backslash \{0\}} i {\displaystyle \alpha \in {\overline {\mathbb {K} }}} tals que
{\displaystyle P(X)=\lambda {(x-\alpha )}^{n}}

## Enunciat formal alternatiu
Sigui {\displaystyle \mathbb {K} } un cos de característica 0 i sigui {\displaystyle P(X)\in \mathbb {K} [X]} un polinomi de grau {\displaystyle n\in \mathbb {N} } tal que existeixen {\displaystyle {\alpha }_{1},{\alpha }_{2},\dots ,{\alpha }_{n-1}\in {\overline {\mathbb {K} }}} verificant
{\displaystyle P({\alpha }_{k})={P}^{(k)}({\alpha }_{k})=0\qquad \forall k\in \{1,2,\dots ,n-1\}}
Aleshores {\displaystyle {\alpha }_{1}={\alpha }_{2}=\cdots ={\alpha }_{n-1}} i, per tant, {\displaystyle P} té una única arrel de multiplicitat {\displaystyle n}.

## Polinomis de Casas-Alvero
Arran d'aquesta conjectura, s'han anomenat polinomis de Casas-Alvero aquells polinomis les derivades dels quals tenen alguna arrel en comú amb el mateix polinomi. A partir d'aquesta definició, la conjectura es redueix a l'enunciat «tots els polinomis de Casas-Alvero són de la forma {\displaystyle \lambda (x-\alpha )^{n}}».